# Rumieniec owocu
Rumieniec – jedna z cech owoców pestkowych i jabłkowatych.

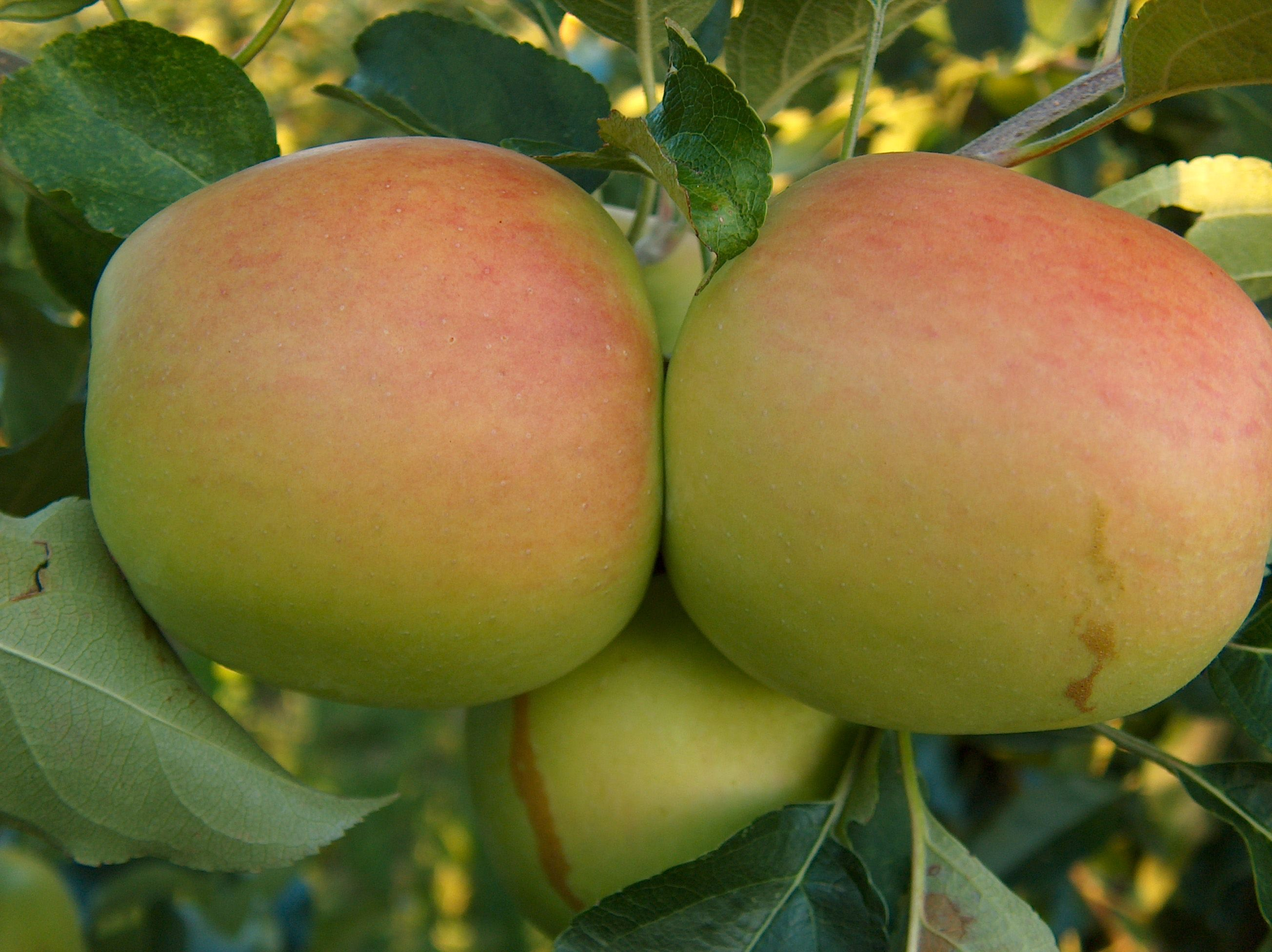
Rumieniec na jabłkach

Skórka dojrzałego owocu ma barwę charakterystyczną dla odmiany.
Barwa zasadnicza to ta, którą widać od strony zacienionej – zielona, zielonożółta lub żółta. 
Na niej zwykle znajduje się barwa drugorzędna, czyli rumieniec. Rumieniec może być: nikły, niewielki, w postaci plam, smug, cętek lub może pokrywać całą powierzchnię owocu w kolorze pomarańczowym, ceglastym, czerwonym, purpurowym, karminowym lub ciemnowiśniowym. 
Na kolor skórki owocu ma wpływ stężenie i rozmieszczenie barwników: chlorofilu, karotenoidów i antocyjanów, których synteza jest uzależniona od warunków uprawowych i przebiegu pogody. Na intensywniejszą syntezę pozytywny wpływ ma między innymi duża amplituda dobowa temperatur w okresie poprzedzającym osiąganie dojrzałości zbiorczej. 
Powierzchnia rumieńca może być jednym ze wskaźników pomocniczych wyznaczania terminu dojrzałości zbiorczej owoców.